# Kościół Podwyższenia Krzyża Świętego w Łowiczku
Kościół Podwyższenia Krzyża Świętego w Łowiczku – drewniany kościół zbudowany w 1711 r.
Pierwsza świątynia w Łowiczku powstała prawdopodobnie w XII w, była drewniana i przypuszczalnie spłonęła. Druga, pod wezwaniem św. Idziego, została wzniesiona przed 1325 rokiem. Ufundował ją właściciel Łowiczka i kolator świątyni. Ta także nie przetrwała długo. Kolejna powstała w 1582 roku i nosiła wezwanie jak poprzednia, św. Idziego, ale też pojawiło się wezwanie drugie – Podwyższenia Krzyża Świętego. Była drewniana z murowaną zakrystią i wieżą spełniającą rolę dzwonnicy. W 1620 Jan Łowicki dobudował murowaną kaplicę. W 1700 świątynia spłonęła. Po jedenastu latach, w 1711 roku, ówczesny kolator, Chryzostom Słubicki, na dawnych fundamentach dokonał odbudowy kościoła. Kolejny właściciel Łowiczka, Julian Wolski, dobudował murowaną boczną kruchtę. Kościół ten przetrwał prawie w niezmienionej formie zewnętrznej do naszych czasów.